# Samech
Samech (symbol ס; hebrejsky סָמֶךְ, סמך‎) je patnácté písmeno hebrejské abecedy. Vychází z fénického .
V symbolice se jedná o motiv hada požírajícího svůj vlastní ocas, případně stereotypní cesty (viz tvar kruhu).
Hebrejské „סמך“ znamená „opřít se“, to odkazuje na tvar písmene připomínající hůl.

## Užití v hebrejštině
V hebrejštině se vyslovuje jako neznělá alveolární frikativa [s] ([s]IPA).
V systému hebrejských číslic představuje hodnotu 60. 